# فرضية تريفرس-ويلارد
في علم الأحياء التطوري وعلم النفس التطوري، تُنُصُّ فرضيَّة تريفرس-ويلارد؛ التي اقترحها رسميًّا روبرت تريفيرس ودان ويلارد في عام 1973: «أنَّ الثَّديِيَّاتِ الأُنثوِيَّة تُعدِّلُ نِسبة الجِنسِ لِلنسلِ استِجَابةً لِصِحَّةِ الأُمِّ، وذلك لتحقيق أقصى قدر من النَّجاحِ التَّنَاسُلِي (لياقة)». على سبيل المثال، قد يَتَكَهَّنُ الوالدَان استثمارً أبويًّا أكبر في الذُّكور في ظُروفٍ جَيِّدةٍ استثمارٍ أبويٍّ أكبر في الإناث في ظُروفٍ سَيِّئَةٍ (مُقارَنةً بِالوالدَين في ظُروفٍ جَيِّدةٍ). السبب وراء هذا التَّوَقُّع هو كما يلي: افترض أنَّ الوالدين لديهِمَا مَعلوماتٌ عن جِنس ذُرِّيَّتِهِما ويُمكن أن تُؤثر على بِقائِها على قَيد الحَياة. بينما تُوجد ضغوط الاختيار للحفاظ على نسبة الجنس 50، التطور يفضل الانحرافات المحلية عن هذا إذا كان أحد الجنسين لديه عائد إنجابي محتمل أكبر من المعتاد.